# Karin de Groot
Catharina Adriana (Karin) de Groot (Rijswijk, 27 maart 1963) is een Nederlands radio- en televisiepresentatrice.
Karin de Groot volgde de opleiding voor journalistiek aan de Academie voor de Journalistiek in Tilburg, waar ze ook lid was van het T.S.C. Sint Olof. Ze werkte na haar studie voor de NCRV, vanaf 1995 voor de KRO en vanaf 2014 voor de fusieomroep KRO-NCRV.
De Groot was in 2011 te zien in het elfde seizoen van Wie is de Mol?. Ze viel af in de tiende aflevering. In 2016 keerde ze terug, ditmaal als kandidatenbegeleider. 
De Groot is naast programmamaker en presentator ook auteur van twee romans: Geheime Visite (2008) en Schaduwwaarheid (2011), beide uitgegeven bij uitgeverij Nieuw Amsterdam.
De Groot is getrouwd en heeft drie kinderen.

## Carrière
- AVRO's Service Salon
- Ja, natuurlijk (NCRV)
- Spoorloos (KRO)
- Ontbijt TV (NCRV en KRO)
- Ongelooflijke verhalen
- De Ladder van de Directeur
- Nirvana
- Vurige tongen
- Nederland komt thuis
- Theater van het sentiment
- Wat zou jij doen?
- Citytrips
- Nederland te koop
- Op zoek naar het zesde zintuig
- Dolce vita (radioprogramma)
- Cappuccino (radioprogramma)
- De Leescoupé
- Heb ik genoeg?
- De rode kamer
- Een Tweede Leven
- Goudmijn
- Wie is de Mol? (kandidate 2011, kandidatenbegeleider 2016-heden)